# داو تیفنباک
داو تیفنباک (انگلیسی: Dov Tiefenbach؛ زادهٔ ۸ دسامبر ۱۹۸۱) موسیقی‌دان و بازیگر یهودی‌تبار اهل کانادا است. وی از سال ۱۹۹۴ میلادی تاکنون مشغول فعالیت بوده است.
از فیلم‌ها یا برنامه‌های تلویزیونی که وی در آن نقش داشته است، می‌توان به مردان کوچک، شکارچی حرفه‌ای، سی‌اس‌آی، سی‌اس‌آی: نیویورک، ادراک، نظم و قانون: واحد قربانیان ویژه، تایتان‌ها، اتوبوس مدرسه جادویی، هارولد و کومار به وایت کستل می‌روند، در میان غریبه‌ها، جریمه، در موقعیتی دشوار، پای هر دو گیر است، تمومش کن، توانا، روی خط، مالکیت عمومی، جیسون ایکس، ولگردها، تامی کوچولو، خواب‌پریشی، کیک برفی، بازی مالی، هریت جاسوس، رابرت ویزدم و شما اینجایید اشاره کرد.